# Eric Koenig
Eric Koenig è un personaggio dei fumetti creato da Stan Lee (testi) e Dick Ayers (disegni) pubblicato dalla Marvel Comics. La sua prima apparizione avviene in Sgt. Fury and his Howling Commandos (vol. 1) n. 27 (febbraio 1966).

## Storia editoriale
Koenig esordisce nella testata Sgt. Fury and his Howling Commandos n. 27 e, successivamente, vi compare nuovamente nei numeri da 35-56, divenendo comprimario della serie dal 57 fino al 177. Contemporaneamente fa da comparsa in alcune storie di Hulk e Capitan America, nonché in vari Marvel Comics Presents.
È inserito nel All-New Official Handbook of the Marvel Universe A to Z del 2007.

## Biografia del personaggio
Nativo della Germania nazista, da giovane, Koenig entra a far parte delle Wehrmacht ma, nel 1939, in seguito alla campagna di Polonia, inizia a dubitare della leadership di Hitler. Successivamente trasferito alle Luftwaffe, Koenig diviene la guardia del corpo personale del dottor Draus e conosce Nick Fury nel momento in cui questi si introduce in un suo covo. Accortosi dei dubbi nutriti dall'uomo verso il nazismo, Fury lo convince a mettere il suo talento al servizio degli Alleati, consegnandogli lo scienziato ed unendosi agli Howling Commandos, proposta che Koenig accetta.
La sua prima missione consiste nel recarsi a Berlino per soccorrere alcuni membri della squadra catturati e, proprio grazie alle sue informazioni sull'intelligence nazista, riesce con successo dando prova della sua lealtà anche agli Howling Commandos più scettici. Tuttavia, sua sorella minore Ilsa (che ha aiutato il commando a fuggire) paga il prezzo del tradimento fraterno venendo assassinata, cosa che cementifica l'odio di Koenig verso il Terzo Reich. Dopo aver combattuto al fianco degli uomini di Fury in diverse altre missioni come membro ufficiale della squadra, Koenig sembra ritornare dalla parte dei nazisti ma, in seguito lo si scopre essere un agente doppiogiochista perennemente in contatto con gli Howling Commandos al fine di far crollare il Reich dall'interno assieme alla fidanzata, poi moglie, Coral Liebowitz, con cui alla fine della guerra riceve l'asilo politico negli Stati Uniti venendo prosciolto da ogni accusa di collaborazionismo.
Terminato il conflitto, l'uomo prende parte alla fondazione dello S.H.I.E.L.D. insieme a Fury militandovi sempre come pilota e agente sul campo. Nonostante durante l'affare Deltite venga apparentemente ucciso e sostituito da un Life Model Decoy, successivamente lo si scopre essere sopravvissuto.
Dopo lo smantellamento dello S.H.I.E.L.D. e la fondazione dell'H.A.M.M.E.R. da parte di Norman Osborn, Koenig apparentemente aderisce alla nuova organizzazione piuttosto che unirsi ai nuovi Howling Commandos con Dum Dum Dugan, Gabe Jones, Jasper Sitwell e altri 1200 agenti fedeli a Fury; Tuttavia lo si scopre in seguito essere una loro talpa all'interno dell'agenzia di Osborn e, durante un raid del gruppo clandestino all'H.A.M.M.E.R., rivela il suo vero schieramento guidando oltre 3000 agenti doppiogiochisti contro Osborn.
Tempo dopo, durante uno scontro con l'HYDRA al fianco dei Secret Warriors, Koenig viene ucciso assieme all'amico e collega Gabe Jones.

## Altri media

### Televisione
- Eric Koenig, interpretato da Patton Oswalt, è un personaggio ricorrente della serie televisiva Agents of S.H.I.E.L.D.[10][11]. In questa versione è un buffo agente con mansioni d'ufficio posto a guardia della base segreta Provvidenza (Providence)[12] che viene ucciso da Ward per evitare di bruciarsi la copertura[13]. Al termine della stagione, a guardia di un'altra base segreta, il Parco Giochi (Playground), compare tuttavia suo fratello Billy, identico a lui in tutto e per tutto[14]. Nella seconda stagione compare inoltre un terzo gemello: Sam[15], mentre nella quarta è presentata la sorella maggiore L.T., che ha iniziato i fratelli allo S.H.I.E.L.D., nonché un quarto gemello, Thurston, un comico che attacca lo S.H.I.E.L.D. a causa della morte di Eric, dicendo che l'agenzia condiziona le vite di tutti inculcando tramite i media ciò che bisogna pensare, indossa una maglietta col disegno di una pecora in mezzo a un divieto ed invita tutti a non essere "caproni".

### Videogiochi
- La versione televisiva di Koenig compare nel videogioco LEGO Marvel's Avengers[16].